# Josep Moreno i Gans
Josep Moreno i Gans (Algemesí, 12 d'agost del 1897 – Muxía La Corunya, 28 d'agost del 1976), compositor. És considerat un dels millors compositors valencians de la seva generació.

## Biografia
Començà els seus estudis de música a Algemesí, per continuar-los el 1918 al Conservatori de Madrid, on fou deixeble d'harmonia i composició de Conrado del Campo. Obtingué el Premio nacional de Música d'Espanya els anys 1928 i 1943. La Real Academia de Bellas Artes de San Fernando el becà el 1933 per ampliar estudis a l'estranger, que aprofità per formar-se a Viena, Berlín i París; en aquest període conegué Maurice Ravel, Paul Hindemith, Ottorino Respighi, Alfredo Casella, Pau Casals. El 1963 rebé un subsidi de la Fundación Juan March per a compondre un Tríptico sinfónico navideño sobre temas gregorianos. A començaments dels anys 70 treballava a Ràdio Madrid.
Va formar part de la Banda Simfònica Santa Cecília de la Societat Musical d'Algemesí.
En l'actualitat (2006), l'Auditori i l'Escola de Música de la Societat Musical d'Algemesí i el Quartet Moreno Gans en recorden el nom.

## Obres
(Les dades que es donen per a les obres poden correspondre a la composició o bé a la de publicació)
- Arranjament el 1975 de la música de la Muixeranga d'Algemesí a partir de les melodies tradicionals per a dolçaina.[cal citació]
- Concierto para piano y orquesta
- Concierto para violonchelo y orquesta Elizabeth McKay[nota 2]
- Las Manolas de Chamberí, per a banda
- El órgano quedó mudo, poema simfònic per a orquestra
- Pinceladas goyescas (1928), per a orquestra Premio Nacional de Música. L'autor la transcrigué posteriorment per a banda (Comprèn: Las mozas del cántaro, El entierro de la sardina, La Romería de San Isidro)
- Preludi i dansa en mi menor (1953), per a orquestra. Transcrit per a banda
- Simfonia d'estampes llevantines, per a orquestra
- Simfonia en do major
- Sinfonía Esopo (1972)
- Sinfonía para orquesta de cámara (1953)
- Suite en si menor, per a orquestra de corda
- Suite simfònica
- Tríptico sobre cantos gregorianos (1963)

### Cançons
- Castro Urdiales (1952), per a quatre veus mixtes
- Desdén
- És de nit (ca. 1934), amb versions per a soprano i quartet de corda i per a gran orquestra
- Floreta dels camps
- Mi ira, poesia de Rafael Alberti
- Quintanar de la Sierra, poesia de Rafael Alberti
- Teño o corazon perdido (1961), sobre una poesia en gallec d'Alfonso Alcaraz del Rio
- Tres cançons de mar, per a veu i piano. Comprèn Neguit, Temps d'eternitat i Romança sense lletra
- Valencia (entre 1931 i 1939), lletra de Luis de Tapia Romero
- Vora el barranc dels Algadins (1952), per a quatre veus mixtes, adaptació de la música de la Muixeranga d'Algemesí al poema de Teodor Llorente

### Per a instruments solts
- Alcireña: danza valenciana (<1935), per a piano
- Algemesinense: danza valenciana (1944), per a piano
- Gavota en si menor (1945), per a piano
- Homenaje a Albéniz: suite para piano (1962)
- Invención número 1 (1963), per a arpa
- Melodia número 1 per a violí i piano en si menor
- Melodía número 2 per a violí i piano en Mi b major
- Melodía número 3 para guitarra (1969)
- Melodía número 4 para arpa (1969)
- Nocturno (1969), per a arpa
- Nocturno número 2, per a arpa
- Pastoral (1951), per a piano
- Preludio y danza (1932), per a piano[1]
- Quartet número 2 per a instruments de corda
- Quartet número 6 per a violí, viola, violoncel i piano
- Seguidillas en rondó, para guitarra (1969)
- Sonata en do major (<1951), per a piano
- Sonata en Fa sostenido menor (1943), per a violí i piano, Premio Nacional de Música
- Sonata número 3 (1978, estrenada pòstumament), per a piano
- Sonata para arpa en si menor (1974)
- Trio para flauta, violonchelo y piano
- Zapateado: homenaje a Pablo Sarasate (1951), per a violí i piano

### Obres de Josep Moreno
- José Moreno Gans; Eduardo Arnau, estudio, notas críticas, revisión, transcripción José Moreno Gans (1897-1976). Trio para flauta, violonchelo y piano Castelló: Conservatori Superior de Música de Castelló, 2004
- Josep Moreno Gans; Josep Climent, revisió i correcció Pinceladas goyescas València: Diputació-Ed. Piles, 1997. Partitures per a banda simfònica
- Cabanilles; Moreno Gans, adap. Tres piezas para pequeña orquesta Madrid: Moreno Gans, 1964. Comprèn Tiento 56, de primer tono, Tiento 66, sexto tono, de falsas i Gallardas I, primer tono
- Josep Moreno Gans, Vicent Vivó La carta: Espésie d'entremés u entremesos, en un acte, orichinal i en prosa Valencia: Marco Hnos., 1918. Publicat a la col·lecció El cuento del diumenche números 242, 243 i 245

### Obres sobre Josep Moreno
- Eduardo Arnau José Moreno Gans (1897-1976) Tavernes de la Valldigna: Eduardo Arnau, 2004. 2 volums
- Eduardo Arnau Grau Estética y creatividad en la obra de José Moreno Gans, publicat a la revista Archivo de arte valenciano núm. 85 (2004)
- Eduard Arnau Grau José Moreno Gans en la música española València: Universitat de València, 2003. CD-ROM amb la tesi doctoral de l'autor
- Eduardo Arnau José Moreno Gans en la música española (1897-1976) publicat a Nassarre. Revista aragonesa de musicología Vol. 19, núm. 1 (2003)
- Eduardo Arnau La música religiosa inédita de José Moreno Gans. Estudio musicológico y transcripción. Publicat a Universitad Católica de Valencia (2007)

## Enregistraments
- CD La música de cámara de José Moreno Gans Quartet Moreno Gans: Eduard Arnau i Amparo Vidal (violins), Francesc Gaya (viola), Raquel Lacruz (cello), Victoriano Goterris (piano). València: Cambrarecords, 2007

## Arxius de so
Gravació de la Diputació Provincial de València, interpretada pel Cor i la Jove Orquestra de La Primitiva de Llíria i la Banda Simfònica de la Unió Musical de Carlet. Comprèn obres de diversos compositors (de Josep Moreno, Pinceladas goyescas en són les peces quatre a set), en format ZIP Arxivat 2007-09-27 a Wayback Machine.